# Oud-Heverlee
Oud-Heverlee är en kommun i Belgien.   Den ligger i provinsen Flamländska Brabant och regionen Flandern, i den centrala delen av landet, 22 km öster om huvudstaden Bryssel. Antalet invånare är 10 986.
Trakten runt Oud-Heverlee består till största delen av jordbruksmark. Runt Oud-Heverlee är det ganska tätbefolkat, med 129 invånare per kvadratkilometer.